# Alfred Potiquet
François-Gabriel-Alfred Potiquet, né le 4 décembre 1820 à Magny-en-Vexin et mort le 9 avril 1883 à Nogent-l'Artaud, est un ingénieur civil, agent-voyer, collectionneur de manuscrits et de timbres, auteur du premier catalogue de timbres postaux au monde, paru en 1861.

## Biographie

### Premières années (1820-1840)
Alfred Potiquet naît le 4 décembre 1820 à Magny-en-Vexin, au 21, rue de Crosne. Il est le fils de Thomas-François Potiquet et de Louise-Aimée Séron . Résumé : voir 

| Biographie de Thomas-François Potiquet (1789-1842), père d’Alfred Potiquet, écrite juste après son décès, en 1842 [2]. Voir résumé [3]. |
| --- |
| Voici encore un des enfants du Pays qui vient de disparaître. Il eut une carrière modeste, mais bien remplie, utile. Thomas-François POTIQUET est né à Saint-Gervais, canton de Magny, département de Seine-et-Oise, le 4 février 1789. Entré à l’École centrale du département de l'Eure où il fut l’un des bons élèves, il en sortit fort jeune, après avoir achevé complètement ses études. Lorsque M. Verdière, ancien curé de Saint-Gervais, quitta, on 1805, l’École centrale de l’Eure, où il était chargé d’un cours, pour créer à Saint-Gervais « La Petite Chartreuse », pensionnat libre, M. Potiquet vint dans cet établissement comme professeur. À la fin de l’année 1806, il s’en éloigna et se fit commis de librairie à Paris. Racheté du service militaire en 1808, par suite d'un changement de numéro obtenu à prix d'argent, il dut cinq ans après, à cause des événements, se rendre sous les drapeaux. Il fut incorporé dans le 2e régiment de lanciers de la Jeune Garde, le 5 février 1813 ; il devint brigadier le 10 du même mois, fourrier le 1er mars suivant, maréchal des logis le 19 juin 1815 et maréchal des logis chef le lendemain, 20 juin. Il fit les campagnes de 1813 et 1814 et se trouvait à notre désastre de Waterloo, le 18 juin 1815. Son régiment (le 3e lanciers), chargea sept fois, dans la journée, sur les dragons rouges anglais. Aussi, lorsque la compagnie à laquelle appartenait M. Potiquet arriva, dans la nuit du 18 au 19 juin, sous les murs de Charleroi, se trouvait-elle réduite à quelques hommes ; elle n’avait plus un seul officier. Dans les terribles batailles auxquelles il assista, M. Potiquet ne reçut que deux blessures sans gravité : un coup de lance dans le côté gauche et un coup de sabre sur la main droite. Au mois de juillet 1815, M. Potiquet faisait partie de l’armée renvoyée de Paris et dite de la Loire. On le chargea des travaux matériels du licenciement de son régiment, qui fut envoyé à Auch (Gers). Il ne reçut l’autorisation de rentrer dans ses foyers que le 1er décembre 1815. À ce moment de son existence, M. Potiquet hésita sur la voie qu’il devait prendre : il rentra comme professeur à La Petite Chartreuse. À la mort du directeur de l’établissement (20 avril 1817), M. Potiquet s’associa avec son beau-frère, M. Pic de Replonge, aussi professeur dans la maison, pour en continuer l'exploitation. La Petite Chartreuse ne put se soutenir. Dans ces circonstances, M. Potiquet se présenta à la Sorbonne le 30 juillet 1818, pour subir l'examen de Bachelier ès-lettres : il fut reçu. Il fonda alors à Magny, rue de Crosne, une École latine d'externes (15 mars 1819), convertie en Pensionnat, immédiatement après son mariage, par une décision de la Commission de l’Instruction publique du 26 novembre de la même année. Cette pension prospéra jusqu’à la mort de Mme Potiquet, arrivée le 20 juin 1832. Lorsque la Garde nationale fut organisée régulièrement dans le département de Seine-et-Oise, M. Potiquet fut élu le 30 juillet 1831, deuxième lieutenant de la compagnie de grenadiers de la ville de Magny. Le 1er juin 1834, il fut élu lieutenant en premier de cette même compagnie. Il était à cette époque, secretaire du Comité cantonal pour la surveillance l’Instruction primaire. Peu de temps après, M. Potiquet crut devoir abandonner sa pension. Au mois d’août 1835, il alla habiter le village de Saint-Gervais dans lequel il était né. À la suite d’une brûlure complète du pied gauche, causée par le renversement d'un vase contenant de l’eau bouillante, M. Potiquet fut obligé à garder la chambre, puis le lit ; et après plus d’une année de cruelles souffrances, il s’éteignit le 16 avril 1842. B… Saint-Gervais, près Magny. Mai 1842. |
En 1832, sa mère meurt, emportée par l’épidémie de suette. En août 1835, la famille va demeurer à Saint-Gervais. Alfred se passionne pour l’histoire naturelle, réunit, dessine de nombreuses collections de coquillages, de plantes et d’insectes, empaille et monte des oiseaux.
Vers le milieu de 1839, Alfred Potiquet va passer deux à trois mois à Marines chez un oncle, puis neuf à dix mois chez un autre oncle, agent-voyer à Claye-Souilly (Seine-et-Marne), auprès de qui il complète son instruction et acquiert les connaissances spéciales du métier .

### Carrière professionnelle (1840-1875)
En juin 1840, il est nommé agent-voyer central de l’arrondissement de Meaux, c’est-à-dire employé préposé spécialement au service des chemins vicinaux, sous la direction de l’ingénieur ordinaire.
Son père meurt le 18 avril 1842.
En 1843, il parvient à entrer dans le corps des conducteurs des ponts et chaussées, à Paris. Les étapes de sa carrière sont les suivantes :
- conducteur auxiliaire, le 29 avril 1843 ;
- conducteur embrigadé, le 1er juillet 1852 ;
- conducteur principal, le 1er juillet 1867.

Ayant obtenu la permission d’utiliser les listes de Berger-Levrault pour composer un catalogue de timbres, Potiquet ajoute des informations en provenance de sa collection personnelle et, collaborant avec Eugène Lacroix (le propriétaire d’une librairie spécialisée) et avec Eugène Edard de Laplante (un marchand de timbres parisien), il publie le 21 décembre 1861 la première édition de son catalogue des timbres-poste « créés dans les divers états du globe ». Cette édition, illustrée mais sans indication des cotes, est vendue en librairie au prix de 2 fr. 50. C’est le premier catalogue au monde de l’histoire de la philatélie. Le succès obtenu permet de publier rapidement, en mars 1862, une deuxième édition revue, corrigée et augmentée, qui répertorie 1080 timbres et 132 objets de bureaux de poste, pour un prix moitié (1 fr. 25).
En 1870-1871, il participe aux travaux de défense de Paris.

### Retraite (1875-1883)

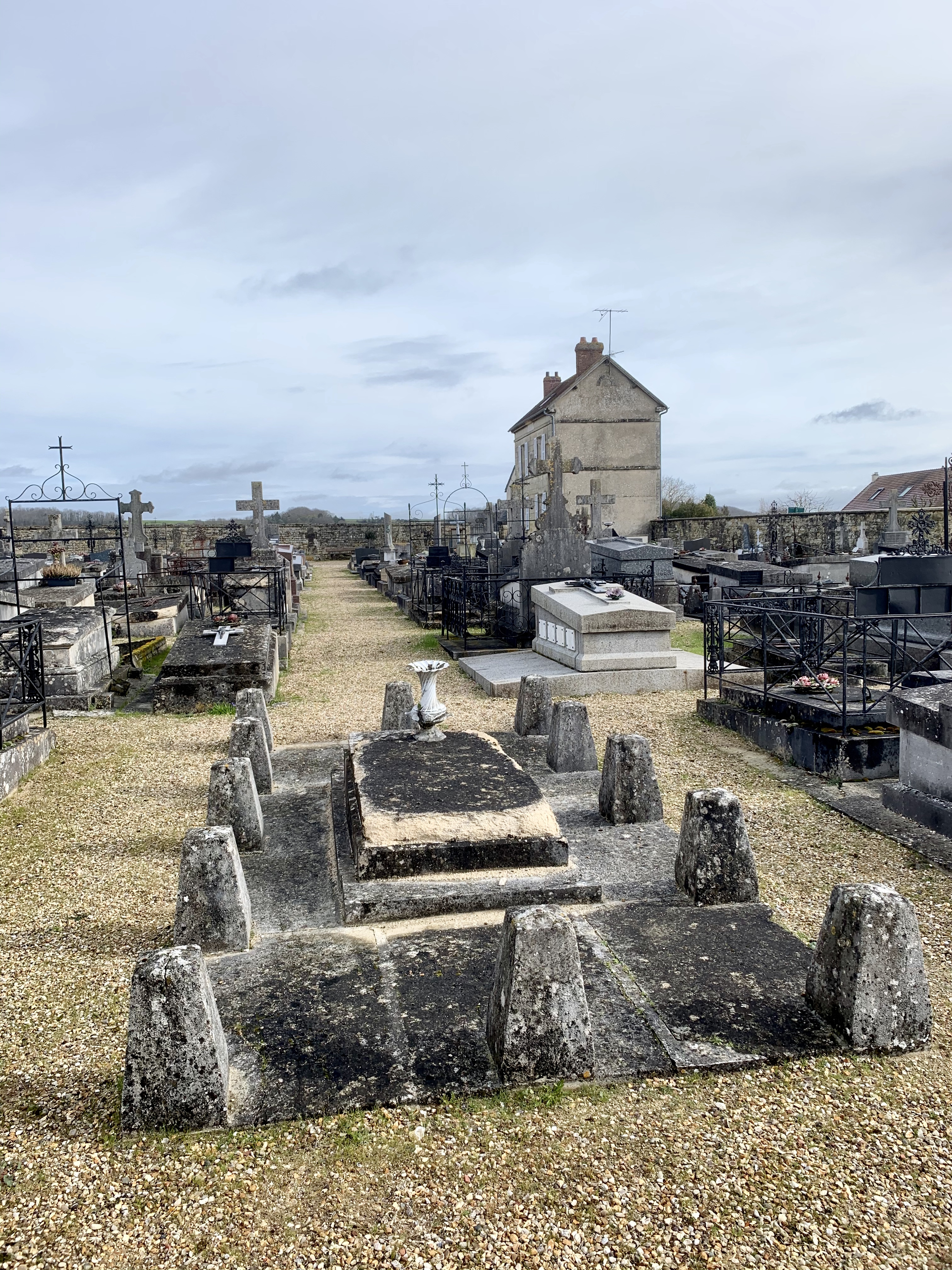
Tombe d'Alfred Potiquet au cimetière de Magny-en-Vexin

Il prend sa retraite le 1er novembre 1875. Comme il dispose enfin de tout son temps, il renoue avec son village d’enfance et entreprend des recherches historiques sur Magny-en-Vexin.
En 1877, il est atteint d’une affection de l’estomac, qui l’astreint longtemps à vivre exclusivement de lait pur, et à travailler avec ménagement.
Sa santé s’améliore lorsqu’il rend sa dernière visite à Magny-en-Vexin, le 22 août 1880. Quelques jours après, un rhumatisme articulaire le cloue au lit pour de longues semaines, lui laissant ou aggravant une maladie du cœur, qui a pour conséquence un eczéma sévère, qui le réduit à garder constamment la chambre, à passer ses jours et ses nuits dans un fauteuil. Rentré à Paris vers la fin de l’été 1881, Alfred Potiquet va encore passer à Nogent-l'Artaud la belle saison suivante. Son état empire graduellement, malgré quelques intermittences qui lui permettent de sortir pour aller travailler dans les bibliothèques. L’une des conséquences de l’albuminurie dont il souffre est une amaurose croissante, qui l’empêche progressivement de lire et d’écrire. Le 4 avril 1883, il part à Nogent-l'Artaud.
Il meurt le 9 avril 1883 à Nogent-l'Artaud. Suivant ses dernières volontés, son corps est ramené à Magny-en-Vexin, où il est inhumé .

## Publications

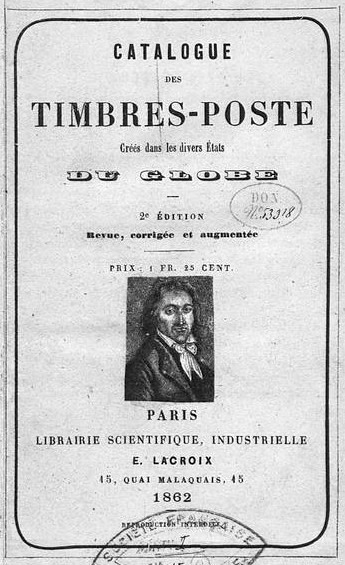
Couverture du catalogue Potiquet
2e édition revue, corrigée et augmentée,
mars 1862.

### Philatélie
- Catalogue des timbres-poste créés dans les divers états du globe, dressé par Alfred Potiquet. 2e édition sur Gallica[7],[8].

### Recherche historique
Alfred Potiquet est l’auteur de plusieurs ouvrages sur l’histoire de Magny-en-Vexin, son village natal, et de ses environs, notamment :
- 1876. Éphémérides du canton de Magny.
- 1876 et 1878. Jean-Baptiste Santerre, peintre, sa vie et son œuvre.
- 1877. Biographies anciens seigneurs, artistes, hommes de lettres, savants, etc. du canton de Magny-en-Vexin.
- 1877. Par-ci, par-là dans le canton de Magny-en-Vexin. Histoires et historiettes recueillies par Alfred Potiquet.
- 1878. Recherches historiques et statistiques sur Magny-en-Vexin.
- 1878. Bibliographie du canton de Magny-en-Vexin, 2e édition.
- 1878. Notice sur l’église de Magny-en-Vexin.
- 1879. Armorial du canton de Magny-en-Vexin ; 2e édition corrigée, 1939.
- 1879. Les Prieurs de Notre-Dame de Magny et les Commandeurs de Louvières et du Vaumion seigneurs en partie de la ville de Magny-en-Vexin.
- 1879. Quelques paragraphes ajoutés à Par-ci, par-là dans le canton de magne-en-Vexin, histoires et historiettes.
- 1879. Magny-en-Vexin en 1787.
- 1880. Les Foires et les marchés du canton de Magny-en-Vexin.
- 1880. Conspiration royaliste à Magny-en-Vexin. (1795) ; en ligne sur Gallica.
- 1880. Tableau général de l’Élection de Chaumont et Magny en 1872.
- 1880. Souvenirs du canton de Magny-en-Vexin, croquis et plans ; en ligne sur Gallica (30 croquis).
- 1881. Bibliographie du canton de Magny-en-Vexin. Supplément.
- 1881. Armoiries des villes et des anciennes communautés du Vexin.
- 1882. Biographies des personnes remarquables du canton de Magny-en-Vexin.

Enfin, avec quelques plans autographiés, une étude sur la société de l’Arquebuse de Magny, adressée par lui à la Société historique et archéologique de Pontoise et du Vexin.

### Ponts-et-Chaussées
- 1857. Recueil, par ordre chronologique, de lois, décrets, ordonnances, règlements, etc., concernant le service des Ponts-et-Chaussées, suivi d’une table alphabétique des matières, 5 vol. in-8o, Paris, Gabriel Jousset, Clet et Cie, 1ère éd. 1857 ; 2e éd. 1872 ; 3e éd. 1881.
- 1861. Dictionnaire des contraventions aux règlements sur la police de la grande voirie et à la loi sur la police du roulage, 1 vol. 8o.
- 1864. Organisation du corps des Conducteurs des ponts et chaussées, brochure in-8o.
- 1864 à 1870. Mémento des Conducteurs des ponts et chaussées, publié dans le Portefeuille des Conducteurs et de Garde-Mines.
- 1867. Organisation des Employés secondaires des ponts et chaussées, brochure in-8o ; édition in-12, 1871.
- Grande voirie
  - 1866. Notice sur les plantations, brochure in-8o.
  - 1869 et 1874. Note sur les Plans d’alignement des traverses, in-8o.
- 1871. L’Institut national de France, ses diverses organisations, ses membres, ses associés, ses correspondants, 1 vol. in-8o. Cet ouvrage a obtenu le prix de statistique décerné en 1872 par l’Académie des Sciences.

## Reconnaissance
- Lauréat de l’Institut national de France (1872).
- Chevalier de la Légion d’honneur (17 octobre 1873).
- Une place de son village natal Magny-en-Vexin porte son nom.
- M. Feuilloley[10], Épîtres à M. Alfred Potiquet, lauréat de l'Institut (Académie des sciences)… 1875-1877-1881, 1881 ; texte sur Gallica.
- L’exposé des motifs d’une proposition de loi concernant la réorganisation du corps des ponts et chaussées, présentée en 1881 par 168 députés de toute opinion évoque des conducteurs qui « bien que s’étant distingués, illustrés, même à divers titres, n’ont pu parvenir au grade d’ingénieur ou de sous-ingénieur à cause des obstacles excessifs résultant des programmes, et, après avoir cité M. Bourdaloue, célèbre par ses travaux de nivellement, et ajoute, au sujet [d’Alfred Potiquet] : « Un autre conducteur n’est-il pas l’auteur d’ouvrages administratifs, juridiques, statistiques et historiques, dont les premiers se trouvent dans le cabinet de tout fonctionnaire des ponts et chaussées, dans chaque bureau du ministère des travaux publics, et rendent journellement d’incontestables services à l’administration tout entière ? […] »
- Hommage nécrologique dans les Bulletin de la Société des Conducteurs et des Gardes-Mines, n(os) 26 et 27, 1883 : « Notre regretté camarade fut, pendant de longues années, chef de bureau de l’ingénieur ordinaire du département de la Seine, et depuis longtemps déjà ses avis faisaient autorité dans les matières administratives qui sont du ressort des ingénieurs en chef. Il s’était, en outre, acquis une certaine notoriété par la publication de divers ouvrages administratifs, juridiques, statistiques et historiques, et de diverses cartes géographiques des grands réseaux de chemins de fer, ainsi que du plan de Paris. À ces divers titres, Alfred Potiquet doit être rangé parmi ceux de nos camarades qui ont honoré le corps des ponts et chaussées. On peut affirmer que tous ceux qui l’ont connu l’ont estimé. Beaucoup l’ont aimé. [P. Praly] »